# Glicoesfingolipídio
Glicoesfingolipídio (ou glicoesfingolipídeo) é uma classe de glicolipídios formados por ceramida e um ou mais carboidratos. Encontram-se principalmente no tecido nervoso, embora estejam presentes em todos os tecidos animais.